# King of the Fall Tour
Tournées par The Weeknd
The Kiss Land Fall Tour The Madness Fall Tour
King of the Fall Tour est la troisième tournée du chanteur canadien The Weeknd. La tournée débute le 19 septembre 2014 à Brooklyn et se termine le 10 octobre 2014 à San Francisco. Il n'y a que quatre dates à travers l'Amérique du Nord. 

## Setlist
Liste des chansons lors de la tournée.
1. Adaptation
2. Belong to the World
3. Crew Love (reprise de Drake)
4. Drunk in Love (reprise de Beyoncé)
5. Enemy
6. Gone
7. High for This
8. House of Balloons/Glass Table Girls
9. King of the Fall
10. Loft Music
11. Love in the Sky
12. Often
13. Or Nah (reprise de Ty Dolla Sign)
14. Professional
15. Remember You
16. The Birds, part.1
17. The Knowing
18. The Morning
19. The Party & the After party
20. The Zone
21. Twenty Eight
22. Wanderlust
23. What You Need
24. Wicked Games
25. Try Me

## Dates
| Dates        | Villes        | Pays   | Première partie          |
| ------------ | ------------- | ------ | ------------------------ |
| 19 septembre | Brooklyn      | USA    | Schoolboy Q & Jhené Aiko |
| 21 septembre | Toronto       | Canada | Schoolboy Q & Jhené Aiko |
| 9 octobre    | Hollywood     | USA    | Schoolboy Q & Jhené Aiko |
| 10 octobre   | San Francisco | USA    | Schoolboy Q & Jhené Aiko |